# 桂福寺
桂福寺（けいふくじ）は、東京都八王子市にある曹洞宗の寺院。山号は治龍山。寛永2年（1625年）創建。
文政6年（1823年）建立の鐘楼山門は、総欅造りの二階建で、二階部分が鐘突堂という珍しい山門である。
墓地には、「剣聖光武神」と大書された屋根付きの墓石があり、天然理心流の祖近藤内蔵之助と二代目近藤三助の墓がある。近藤三助の墓石の後ろには、現代に天然理心流を継承している人々の名が列記された奉額が掲げられ、飾り木刀が二振り取り付けられている。

## 所在地
東京都八王子市戸吹町193

## 交通アクセス
- JR東日本五日市線東秋留駅から車で15分